# جورج ديوي كلايد
جورج ديوي كلايد (بالإنجليزية: George Dewey Clyde)‏ هو مهندس وسياسي أمريكي، ولد في 21 يوليو 1898 في الولايات المتحدة، وتوفي في 2 أبريل 1972. حزبياً، نشط في الحزب الجمهوري. وقد انتخب حاكم يوتا ‏ (7 يناير 1957 – 4 يناير 1965).